# Frederic I al Prusiei
Frederic I al Prusiei (germană Friedrich I.), (n. 11 iulie 1657, Königsberg, Prusia – d. 25 februarie 1713, Berlin, Prusia) a fost „burggraf” (conte) de Nürnberg, ca Frederic al III-lea prinț elector de Brandenburg, duce de Prusia și, între anii 1701–1713 rege în Prusia sub numele de Friedrich I. Prin alegerea sa ca rege, statul cu tendințe de scindare Prusia-Brandenburg a devenit monarhie unitară, cu denumirea oficială Prusia (Preussen), stat devenit ulterior mare putere militară în Europa. A fost bunicul patern al lui Frederic cel Mare.

## Biografie

### Famile
Născut la Königsberg, a fost al treilea fiu al lui Frederic Wilhelm, Elector de Brandenburg din prima căsătorie cu Louise Henriette de Orange-Nassau, fiica cea mare a lui Frederik Hendrik, Prinț de Orania și a Amaliei de Solms-Braunfels. Vărul său matern era regele William al III-lea al Angliei. După decesul tatălui său la 29 aprilie 1688, Frederic a devenit Electorul Frederic de Brandenburg și Duce al Prusiei. Imediat după urcarea pe tron a fondat un nou oraș în sud, în apropiere de Dorotheenstadt și numit după el însuși, Friedrichstadt.

### Rege al Prusiei

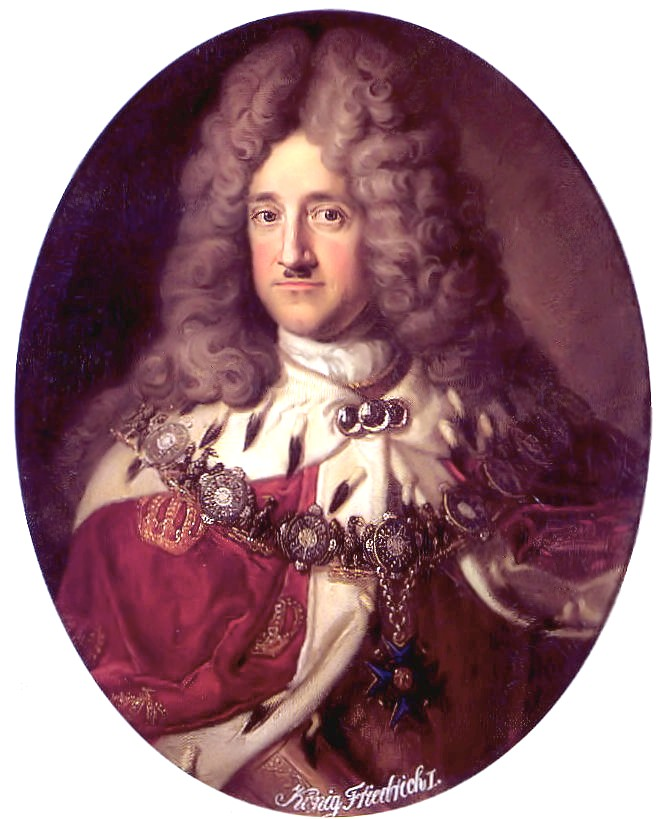
Frederic I al Prusiei

Deși el a fost margraf și prinț-elector de Brandenburg și Duce al Prusiei, Frederic și-a dorit titlul mai prestigios de rege. În conformitate cu legea germanică de la acel moment, în cadrul Sfântului Imperiu Roman nu puteau exista regate cu excepția regatului Boemiei.
Frederic l-a convins pe Leopold I, Arhiduce de Austria și împărat al Sfântului Imperiu Roman să permită Prusiei să se ridice la rang de regat. Acest acord a fost aparent dat în schimbul unei alianțe împotriva regelui Ludovic al XIV-lea al Franței în Războiul Spaniol de Succesiune. Frederic a susținut că Prusia nu a fost niciodată parte a Sfântului Imperiu Roman și a domnit cu suveranitate deplină. Frederic a fost ajutat în negocierile sale de juristul și diplomatul francez Charles Ancillon.
Frederic s-a auto-încoronat la 18 ianuarie 1701 la Königsberg. Pentru a indica faptul că regalitatea lui Frederic era limitată la Prusia și nu reducea drepturile împăratului în teritoriile imperiale, el a trebuit să se numească "rege în Prusia" în loc de "rege al Prusiei". Cu alte cuvinte, în timp ce el era rege în Prusia, era încă doar un vasal sub suzeranitatea împăratului Sfântului Imperiu Roman. Totuși, în timp, Frederic s-a auto-încoronat rege, autoritatea împăratului peste Brandenburg (și restul imperiului) a fost doar formală iar în practică, în curând a ajuns să fie tratată ca parte a regatului Prusiei, mai degrabă decât ca o entitate separată. Nepotul său, Frederic cel Mare, a fost primul rege prusac al stilului formal de "rege al Prusiei".
Frederic a fost patron al artelor. Akademie der Künste din Berlin a fost fondată de Frederic în 1696, ca și Academia Științelor în 1700.

### Căsătorii și copii
Frederic a fost căsătorit de trei ori:  
- prima dată cu Elizabeth Henrietta de Hesse-Kassel, cu care a avut un copil: 
  - Louise Dorothea, născută în 1680, care a murit fără copii la vârsta de 25 de ani.
- a doua oară cu Sophia Charlotte de Hanovra, cu care a avut doi copii:
  - Frederick August (1685–1686)
  - Frederic Wilhelm I, născut în 1688, care i-a succedat.
- a treia oară s-a căsătorit în 1708 cu Sophia Louise de Mecklenburg-Schwerin, cu care nu a avut copii.